# Форест Сити (Флорида)
Форест Сити (енгл. Forest City) насељено је место без административног статуса у америчкој савезној држави Флорида.

## Демографија
По попису из 2010. године број становника је 13.854, што је 1.242 (9,8%) становника више него 2000. године.
| Група             | 2000.         | 2010.         |
| Белци             | 9.386 (74,4%) | 8.633 (62,3%) |
| Афроамериканци    | 613 (4,9%)    | 1.115 (8,0%)  |
| Азијати           | 429 (3,4%)    | 590 (4,3%)    |
| Хиспаноамериканци | 1.964 (15,6%) | 3.374 (24,4%) |
| Укупно            | 12.612        | 13.854        |